# Compsaditha elegantula
Compsaditha elegantula är en spindeldjursart som beskrevs av Beier 1972. Compsaditha elegantula ingår i släktet Compsaditha och familjen Tridenchthoniidae. Inga underarter finns listade i Catalogue of Life.